# Tajmir (polotok)
Tajmirski polotok (rusko Таймырский полуостров, latinizirano: Tajmirskij poluostrov) je polotok na skrajnem severu Rusije, v Sibirskem federalnem okrožju, ki je najsevernejši del kopnega Evrazije. Upravno je del Krasnojarskega okraja.

## Geografija
Tajmirski polotok leži med Jenisejskim zalivom Karskega morja in zalivom Hatanga morja Laptevov.
Na obsežnem polotoku Tajmir ležita jezero Tajmir in gorovje Birranga.
Rt Čeljuskin, najsevernejša točka Evrazijske celine leži na severne koncu polotoka Tajmir.

## Prebivalstvo
Na polotoku Tajmir živijo tudi Nenecki ljudje, znani tudi kot Samojedi, ki so avtohtono prebivalstvo arktičnega severa Rusije.
Ngasanski ljudje so samojedski ljudje, ki poseljujejo centralno Sibirijo, vključno s polotokom Tajmir. V Ruski federaciji so prepoznani kot eno od avtohtonih ljudstev Ruskega Severa. Večina živi v naseljih Ust-Avam, Volačanka in Novaja, manjše populacije pa so tudi v Dudinki in Norilsku. Izolirana lokacija Nganasankih ljudi je omogočila šamanske prakse celo v 20. stoletju.

## Gospodarstvo
GMK Norilskij Nikelj koplje na območju polotoka nikljevo rudo, ki jo topi v Norilsku. Nato prevažajo koncentrat nikljeve rude in druge produkte družbe po kratki železnici do pristanišča Dudinka na Jeniseju, od koder jih z ladjo prevažajo v Murmansk in druga pristanišča.

## Ekologija
Na polotoku je živelo zadnje znano moškatno govedo, živeče v naravi, izven Severne Amerike, ki je izumrlo okrog 2000 let nazaj. Leta 1975 so ga ponovno uspešno naselili. Populacija je zrasla na 2500 živali leta 2002 in 6500 leta 2010.